# بخش نوربری
بخش نوربری (به سوئدی: Norbergs kommun) یک ناحیه شهری در سوئد است که در شهرستان وستمانلاند واقع شده‌است.

## خواهرخوانده
شهرهای Nastola و دهستان راسیکو خواهرخوانده‌های بخش نوربری هستند.